# エリック・プルガル
エリック・アントニオ・プルガル・ファルファン（スペイン語: Erick Antonio Pulgar Farfán, 1994年1月15日 - ）は、チリ・アントファガスタ出身のサッカー選手。CRフラメンゴ所属。チリ代表。ポジションはMF。

## クラブ歴
アントファガスタに生まれ、CDアントファガスタの下部組織に入団した。2011年、15歳でプリメーラBの試合に出場しプロ初出場。その後2013年にレギュラーとしてトップチームメンバーとなった。2013-14シーズン末に退団。
2014年6月28日にウニベルシダ・カトリカは40万米ドルで彼の権利の70%を買い取り、同クラブに3年契約で移籍。前半戦、チームの調子が上がらない中で彼は活躍をみせた。マリオ・サラスが加入するとポジションを移した。
2015年8月20日にセリエAのボローニャFCに4年契約で移籍、移籍金は明らかになっていない。背番号は5番を与えられた。
2019年8月9日、ACFフィオレンティーナと4年契約を締結した。
2022年2月3日、ガラタサライにシーズン終了までのレンタル移籍が発表された。

## 代表歴
2015年1月29日に行われたアメリカ合衆国代表戦で代表初出場。コパ・アメリカ・センテナリオにも出場した。
コパ・アメリカ2019初戦の日本戦でコーナーキックからヘディングシュートを決め、先制ゴールを挙げた。

## タイトル

### 代表
チリ代表
- コパ・アメリカ: 2016